# Resolución 1975 del Consejo de Seguridad de las Naciones Unidas
La resolución 1975 del Consejo de Seguridad de las Naciones Unidas, aprobada por unanimidad el 30 de marzo de 2011, condenó al gobierno saliente de Laurent Gbagbo, presidente de Costa de Marfil, por oponerse a dejar el poder, instando a que lo hiciera de inmediato e imponiendo sanciones económicas contra él y contra su círculo más cercano de colaboradores. Instó a todas las partes implicadas a respetar la decisión del pueblo marfileño en la elección de Alassane Dramane Ouattara como presidente del país, exigiendo también el cese inmediato de la violencia contra civiles. El Consejo de Seguridad se reafirmó además en sus resoluciones anteriores número 1572 (2004), 1893 (2009), 1911 (2010), 1924 (2010), 1933 (2010), 1942 (2010), 1946 (2010), 1951 (2010), 1962 (2010), 1967 (2011) y 1968 (2011).